# 山口祐希
山口 祐希（やまぐち ゆうき、1986年11月25日 - ）は、日本のバスケットボール選手である。身長165cmで、体重67kgで、ポジションはポイントガード。

## 来歴
東京都出身。品川区立鈴ヶ森中学校から仙台高校に進み、主将も務めた。3年生時の2004年はインターハイ、ウィンターカップでともに3回戦進出。
高校卒業後は専門学校で2年間英語を学び、アメリカのオテロ短大に進学。短大リーグではアシスト数1位のタイトルを2度獲得した。その後NCAA2部のファイファー大学に編入。
2011年、浜松・東三河フェニックスに入団。しかしレギュラーシーズン52試合で出場時間309分に留まり、出場機会に恵まれないままシーズンを終えた。2012年、秋田ノーザンハピネッツに移籍。2013年、この年新たにbjリーグに参入した青森ワッツに移籍。43試合に出場した。
bjリーグ 2014-15シーズン、山口は青森との契約を更新し、48試合に出場。1試合平均4.3得点を挙げた。
bjリーグ 2015-16シーズンも山口は青森に残留し、2016年3月12日の横浜ビー・コルセアーズ戦では、延長戦を含め40分間出場。16得点、リバウンド7、アシスト5、スティール5を記録し勝利に貢献した。このシーズンは出場した47試合の内19試合が先発出場で、出場時間も1試合平均23.7分に伸びた。平均得点は3.9、アシストは2.1だった。シーズン終了後、チームは山口との契約を更新せず 、山口は茨城ロボッツと契約した。その後に2シーズン茨城ロボッツとプレーをして、2018-19シーズンは新潟アルビレックスBBと契約をした。
2019-20シーズンから富山グラウジーズに所属し、2021-22シーズン限りで引退した。
2022年オフ、アルバルク東京のアシスタントコーチ兼スキルコーチ就任。

## 記録
| シーズン | チーム | GP | GS | MPG  | FG%  | 3P%  | FT%  | RPG | APG | SPG | BPG | TO  | PPG |
| -------- | ------ | -- | -- | ---- | ---- | ---- | ---- | --- | --- | --- | --- | --- | --- |
| 2011-12  | 浜松   | 39 | 1  | 7.7  | 40.0 | 48.1 | 70.0 | 0.8 | 1.2 | 0.3 | 0   | 0.4 | 1.6 |
| 2012-13  | 秋田   | 27 | 3  | 7.9  | 36.1 | 36.4 | 72.7 | 0.8 | 0.7 | 0.3 | 0   | 0.5 | 1.6 |
| 2013-14  | 青森   | 43 | 5  | 11.2 | 21.4 | 23.4 | 76.9 | 1.0 | 1.2 | 0.3 | 0   | 0.6 | 1.9 |
| 2014-15  | 青森   | 48 | 1  | 14.3 | 33.2 | 30.8 | 80.0 | 1.5 | 1.6 | 0.5 | 0.0 | 0.7 | 4.3 |
| 2015-16  | 青森   | 47 | 19 | 23.7 | 35.3 | 28.0 | 70.3 | 2.0 | 2.1 | 0.7 | 0.0 | 0.5 | 3.9 |
| 2016-17  | 茨城   |    |    |      |      |      |      |     |     |     |     |     |     |